# Chorwacja na Letnich Igrzyskach Olimpijskich 1996
Chorwację na Letnich Igrzyskach Olimpijskich 1996 reprezentowało 84 zawodników.

## Zdobyte medale
| Medal  | Zawodnik | Dyscyplina   | Konkurencja      |
| ------ | --- | ------------ | ---------------- |
| Złoto  | Vladimir Jelčić Goran Perkovac Irfan Smajlagić Božidar Jović Alvaro Načinović Vladimir Šujster Bruno Gudelj Nenad Kljaić Iztok Puc Zoran Mikulić Venio Losert Patrik Čavar Valner Franković Slavko Goluža Valter Matošević Zlatan Saračević | Piłka ręczna | turniej mężczyzn |
| Srebro | Perica Bukić Damir Glavan Igor Hinić Vjekoslav Kobešćak Joško Kreković Ognjen Kržić Dubravko Šimenc Siniša Školneković Ratko Štritof Tino Vegar Renato Vrbičić Zdeslav Vrdoljak                                                             | Piłka wodna  | turniej mężczyzn |